# Дніпро (готель, Київ)
Готель «Дніпро» — чотиризірковий готель у центрі Києва. До липня 2020 знаходився в юридичному підпорядкуванні Державного управління справами.

## Cтатус
У 2020 Фонд Державного Майна України організував аукціон, в якому державний готель був проданий українській приватній компанії ТОВ «Смартленд» за 1,111 млрд грн, при цьому Стартова ціна становила 80,9 млн грн. Майданчик, що супроводжував переможця у системі Прозорро.Продажі - Національна Електронна Біржа. 23 липня того ж року, Олександр Кохановський, засновник кіберкоманди NAVI, заявив що придбав разом з партнерами готель «Дніпро». За його словами, на місці готелю планується зробити великий кіберспортивний проєкт.

## Історія будівництва
Збудований у 1964 році на самому початку Хрещатика, на Європейській площі, неподалік від державних установ, стадіону «Динамо», Національної філармонії і живописного Хрещатого парку. Інтер'єр і дизайн ресторану в готелі «Дніпро» виконаний архітектором Ірмою Каракіс.

## Відзнаки і нагороди
Готель входить до складу елітного «Трейд лідерз клубу» і є володарем міжнародного знаку «Золота зірка».

## Сучасний стан
Має 186 комфортабельних номерів на 288 місць. До послуг гостей — ресторани (українська і європейська кухні), бар, бюро обслуговування, бізнес-центр, кімнати для переговорів, конференц-зали, SPA-центр, оренда автомобілів.
Номера в готелі  є одномісні, двомісні та багатомісні. Типи номерів:
- Економ
- Стандарт
- Малий Напівлюкс;
- Панорама Люкс;
- Напівлюкс;
- Люкс.